# خوان كارلوس مانيجليا
خوان كارلوس مانيجليا (بالإسبانية: Juan Carlos Maneglia) هو مخرج ومصور ومحرر ومنتج ومؤلف باراغواني.

## حياته المهنية
تم اختيار فيلمه «الباحثون عن الذهب» (بالإسبانية: Los Buscadores) كمدخل لباراغواي لجائزة أفضل فيلم بلغة أجنبية في حفل توزيع جوائز الأوسكار التسعون، لكن لم يتم ترشيحه. وفيلمه «7 صناديق» (بالإسبانية: 7 Cajas) عرض لأول مرة في مهرجان تورونتو السينمائي الدولي وفي مهرجان ستوكهولم السينمائي الدولي عام 2012.

## الجوائز
| السنة | الجائزة                                      | الفئة                  | الفيلم   | النتيجة |
| ----- | -------------------------------------------- | ---------------------- | -------- | ------- |
| 2015  | جائزة الكوندور فضية لأفضل فيلم أيبيري أمريكي | أفضل فيلم إيبري أمريكي | 7 صناديق | فوز     |

## روابط خارجية
- خوان كارلوس مانيجليا على موقع IMDb (الإنجليزية)
- خوان كارلوس مانيجليا على موقع قاعدة بيانات الفيلم (الإنجليزية)